# لیچبورو
لیچبورو (به انگلیسی: Litchborough) یک روستا و محله مدنی در بریتانیا است که در South Northamptonshire واقع شده‌است. لیچبورو ۳۰۰ نفر جمعیت دارد.